# Draaihalskikkers
De draaihalskikkers (Phrynomerinae) vormen een onderfamilie van kikkers uit de familie smalbekkikkers (Microhylidae).
De groep werd voor het eerst wetenschappelijk beschreven door Gladwyn Kingsley Noble in 1931. Oorspronkelijk werd de wetenschappelijke naam Brachymeridae gebruikt. Er zijn vijf soorten in een enkel geslacht; Phrynomantis. De plaatsing van dit geslacht in een aparte onderfamilie is niet geheel onomstreden.
De soorten komen voor in Afrika, ten zuiden van de Sahara.

## Taxonomie
- Geslacht Phrynomantis
  - Soort Phrynomantis affinis
  - Soort Phrynomantis annectens
  - Soort Phrynomantis bifasciatus – Roodstreepkikker
  - Soort Phrynomantis microps
  - Soort Phrynomantis somalicus

Adelastinae · 
Asterophryinae · 
Chaperininae · 
Cophylinae · 
Dyscophinae · 
Gastrophryninae · 
Hoplophryninae · 
Kalophryninae · 
Melanobatrachinae · 
Microhylinae · 
Otophryninae · 
Phrynomerinae · 
Scaphiophryninae